# Music from the Edge of Heaven
Music from the Edge of Heaven (с англ. — «Музыка с края небес») — студийный альбом 1986 года британского музыкального дуэта Wham!. Вышел только в Северной Америке и Японии. В других странах мира вместо него тогда издали двойной альбом The Final, который включал приблизительно те же песни, что были в Music from the Edge of Heaven, и в дополнение к этому крупнейшие хиты.
Поскольку значительную часть песен в этом альбоме составляли песни, ранее выпущенные на синглах (в том числе рождественская «Last Christmas»), некоторые считают его скорее сборником, чем полноценным студийным альбомом.
В современной рецензии на сайте AllMusic (автор Уильям Рулман) альбом описывается так:

Это скорее сборная солянка из треков, чем внятный альбом, но тем не менее в нём есть такие входившие в первую десятку хиты, как «I’m Your Man», «A Different Corner» и «The Edge of Heaven».
Дэвид Фрике в своей рецензии в номере журнала Rolling Stone от 28 августа 1986 года писал:

Надлежащий ли это способ попрощаться? Как это обычно бывает с последними «сайонара» суперзвёзд, этот финальный лонгплей представляет из себя довольно беспорядочный шведский стол. Любовный клич начинающих лыжниц «Last Christmas», возглавивший британские чарты в 1984 году, появляется здесь с запозданием и довольно несвоевременно; хит-сингл 1985 года «I’m Your Man» — джорджмайкловский гибрид Элтона и Motown — ещё один запоздалый гость [на пластинку] на 33 1/3 оборота в минуту.

## Список композиций
Слова и музыка всех песен — Джорджем Майклом, за исключением указанных.
| №  | Название             | Автор(ы)                   | Длительность |
| -- | -------------------- | -------------------------- | ------------ |
| 1. | «The Edge of Heaven» |                            | 4:28         |
| 2. | «Battlestations»     |                            | 5:24         |
| 3. | «I’m Your Man»       |                            | 6:07         |
| 4. | «Wham Rap! ’86»      | Джордж Майкл, Эндрю Риджли | 6:34         |

| №  | Название                       | Автор(ы)           | Длительность |
| -- | ------------------------------ | ------------------ | ------------ |
| 1. | «A Different Corner»           |                    | 4:28         |
| 2. | «Blue» (Live in China)         |                    | 5:40         |
| 3. | «Where Did Your Heart Go?»     | Дэвид Уос, Дон Уос | 5:44         |
| 4. | «Last Christmas» (Pudding Mix) |                    | 6:43         |

## Участники записи
Список составлен в соответствии с информацией базы данных Discogs.
Wham!:
- Джордж Майкл — вокал, клавишные, фортепиано, драм-машина, аранжировщик, продюсер
- Эндрю Риджли — бэк-вокал, гитара

| Приглашённые музыканты: - Дэнни Каммингс — ударные, перкуссия - Энди Дункан — ударные, перкуссия - Чарли Морган — ударные, перкуссия - Тревор Мюррелл — ударные, перкуссия - Дион Эстус — бас - Джон Маккензи — бас - Боб Картер — клавишные, фортепиано - Ричард Коттл — клавишные, фортепиано - Томми Айр — клавишные, фортепиано - Элтон Джон — клавишные, фортепиано - Дэнни Шоггер — клавишные, фортепиано - Роберт Авай — гитара - Дэвид Остин — гитара - Дэвид Батист — саксофон | Приглашённые музыканты: - Энди Гамильтон — саксофон - Гай Баркер — духовые инструменты - Саймон Гарднер — духовые инструменты - Крис Хантер — духовые инструменты - Пол Спонг — духовые инструменты - Рик Тейлор — духовые инструменты - Ширли Холлиман — бэк-вокал - Хелен «Пепси» ДеМак — бэк-вокал - Джанет Муни — бэк-вокал - Лерой Осборн — бэк-вокал - Дженни Халлет — бэк-вокал - Ди Си Ли — бэк-вокал Технический персонал: - Крис Портер — звукоинженер, инженер сведе́ния |

## Позиции в хит-парадах
| Год  | Хит-парад                      | Высшая позиция | Пребывание в чарте |
| ---- | ------------------------------ | -------------- | ------------------ |
| 1986 | Канада (RPM Albums Chart)      | 9              | 19 недель          |
| 1986 | США (Billboard Top Pop Albums) | 10             | 28 недель          |
| 1986 | Япония (Oricon)                | 9              | нет данных         |

| Год  | Хит-парад             | Позиция |
| ---- | --------------------- | ------- |
| 1986 | Канада (RPM Year-End) | 46      |